# Helmut Lidinski
Helmut Lidinski (* 10. Dezember 1930) ist ein ehemaliger deutscher Fußballspieler.
Der Angreifer spielte zunächst für den SC Dinslaken und die Sportfreunde Esslingen, ehe er zum SSV Reutlingen 05 wechselte. Mit den damals in der II. Division spielenden Reutlingern spielte Helmut Lidinski im DFB-Pokal 1952/53 in der Vorrunde bei der 4:5-Niederlage nach Verlängerung gegen Wormatia Worms. In der Saison 1953/54 gelang ihm mit dem SSV Reutlingen der Aufstieg in die Oberliga Süd. Seine erste Oberligasaison schloss Helmut Lidinski mit dem SSV in der Oberliga Süd als Vizemeister ab. Bei der anschließenden Teilnahme an der Qualifikationsrunde der Endrunde um die deutsche Meisterschaft 1955 war er bei den beiden Niederlagen gegen den SV Sodingen und Wormatia Worms jeweils über die volle Spieldistanz für den SSV Reutlingen im Einsatz. Nachdem Helmut Lidinski mit Reutlingen die Oberligaspielzeit 1955/56 auf einem Abstiegsplatz beendet hatte, wechselte er zum TSV Schwaben Augsburg, mit dem er in der folgenden Saison erneut aus der Oberliga Süd abstieg.